# Усти над Лабе (окръг)
Окръг Усти над Лабе (на чешки: Okres Usti nad Labem) се намира в Устецки край, Чехия. Площта му е 404,44 km2, а населението му – 120 259 души (2012). Административен център е едноименният град Усти над Лабе. В окръга има 23 населени места, от които 3 града.

## География
Разположен е в североизточната част на края. Граничи с окръзите Дечин, Теплице и Литомержице на Устецкия край, а на север е държавната граница с Германия.

## Градове и население
По данни за 2009 г.:
| Град          | Население |
| ------------- | --------- |
| Усти над Лабе | 98 869    |
| Търмице       | 3320      |
| Хабаржовице   | 2494      |

| Общо            | Жени             | Мъже             |
| --------------- | ---------------- | ---------------- |
| 125 088 (100 %) | 63 369 (50,66 %) | 61 719 (49,34 %) |

1. ↑  www.czso.cz